# Izzófelhő
Az izzófelhő a piroklaszt-árak egy típusa, a francia „nuée ardente” elnevezés magyar megfelelője. A „nuée ardente” azon kevés francia szakszavak egyike, ami még az angol szakirodalomban is meghonosodott. Az izzófelhő a piroklaszt-árak nagy hőmérsékletű (több mint 300 °C) változata, ami lávadómok összeomlása, vagy kitörési felhő összeroskadása során keletkezik. Ez az egyik legpusztítóbb vulkáni kitörési folyamat.
Az izzófelhő tartalmazza a lávadóm vagy lávadugó sokszor még izzó darabjait, ennek felaprózódott szemcséit (vulkáni hamu), valamint nagy mennyiségű forró vulkáni gázt. A kőzetblokkokat szállító 'blokk-áradat' nagy tömegénél fogva a völgyek mélyedéseiben zúdul le. Hőmérséklete kiindulási pontján akár 1000 °C is lehet, de még több kilométer távolságban is 400-500 °C forróságú. Sebessége meghaladhatja a 100 km/h értéket. Ettől a résztől a kis sűrűsége miatt hamar elkülönülnek a vulkáni gázok, amelyek az aprószemcsés vulkáni hamuval egy gomolygó, egyre emelkedő, szürke felhőt alkotnak (ez az, amit általában látni lehet). Az izzófelhőnek ez a kis sűrűségű része már átcsap a völgyoldalakon, és a magasan fekvő területeket is beterítheti. Ezt a "felhőt" piroklaszt torlóárnak nevezik. Hőmérséklete szintén magas, akár 200-300 °C. Amíg a kőzetblokk-tartalmú áradat lezúdulási útvonalát ki lehet számítani, a torlóár mozgását nem lehet előre látni (ez okozta a Krafft házaspár tragikus halálát az Unzen 1991-es kitörés során). Sebessége sokszor nagyobb, mint a völgyben lezúduló blokk-árnak. Ereje fákat csavar ki gyökerestül, erdőket éget fel, levonulása nyomán sivár, katasztrófa-sújtotta terület marad. Az izzófelhők kiszámíthatatlan lezúdulása többször ismétlődhet, egy kitörés alkalmával akár több tucat izzófelhő rohanhat le a vulkán oldalában.

## Fajtái

### Pelée típusú izzófelhő
Az izzófelhő kitörés első feljegyzése a történelmi idők egyik legkatasztrofálisabb vulkáni működéséhez kapcsolódik. 1902. május 8-án a Kis-Antillák Martinique szigetén található Mt. Pelée kürtőjéből kitüremkedő viszkózus lávát (lávadómot) hirtelen hatalmas robbanás vetette szét. A lefojtott, majd hirtelen kiszabaduló izzó gázok a lávadóm forró kőzetdarabjaival együtt lezúdultak a vulkán oldalán, néhány perc alatt elpusztítva az éppen választásokra készülő St. Pierre városát. A település közel 30 000 lakosa nem élte túl e pokoli tűzfelhőt (csupán három túlélőről tudunk). A francia Roger Arnoux épp a közelben, de tisztes távolságban tartózkodott és a szemtanú hitelességével adott pontos leírást a történtekről. A kitörés után Alfred Lacorix rögtön a helyszínre sietett és megfigyelései, valamint Arnoux leírásai alapján értelmezte a történteket és nevezte el a jelenséget „nuée ardente”-nek, azaz izzófelhőnek. Azóta számos vulkán működésében ismerték fel e pusztító, több száz fok hőmérsékletű, kőzetblokkokat magával sodró gáz- és hamuáradatot.

### Merapi típusú izzófelhő
1930. december 18-án, az indonéz Merapi hét év nyugalom után, 11 hónapon keresztül tartó földrengések és 23 napon keresztül folyó csendes lávaöntő kitörés után váratlanul hangot váltott. A pusztító kitörés oka itt is a kürtőből lassan kinyomuló lávadóm volt, azonban a folyamat némileg különbözött a Mt. Pelée-n megfigyeltektől. A meredeken emelkedő nyúlós, viszkózus lávadóm egyszer csak instabillá vált és hirtelen összeroskadt. A láva belsejében nagy nyomáson lévő gázok robbanásszerűen szabadultak fel és a több száz fok hőmérsékletű gázfelhő, magával sodorva a még izzó lávadarabokat is, hatalmas sebességgel robogott le a vulkán oldalán húzódó mély völgyekben. Az egymás után lerohanó izzófelhők 13 falut pusztítottak el teljesen, további 23-at részben romboltak le és 1369 emberáldozatot követeltek. A vulkanológiai szakirodalomban egy új elnevezés honosodott meg: „Merapi-típusú izzófelhő".

### St. Vincent típusú izzófelhő
A harmadik keletkezési típus eredete is 1902-re vezethető vissza. A Mt. Pelée kitörése előtt egy nappal a St. Vincent szigeten lévő Soufriére vulkán tört ki és a lezúduló forró piroklaszt-árak 1565 ember halálát okozták. Az áldozatok vesztét itt is izzófelhő okozta, azonban ebben az esetben a kitörési felhő roskadt össze saját súlya alatt (St. Vincent-típusú izzófelhő; indonéz neve: awan panas letusan). Ennek oka, hogy a kitörési felhőbe kerülő nagy mennyiségű és nagy sűrűségű kőzetdarab (amelyek lehetnek egy lávadugó vagy akár lávadóm darabjai is) nem képes felfelé mozogni. A kitörési felhő egy része ezért oldalirányba csap ki és a hegyoldalon söpör lefele.
Az első két izzófelhő között a különbség tehát a lávadóm összeomlásának módjában van: a lávadómban felhalmozódott gázok túlnyomása veti szét (Pelée-típusú izzófelhő) vagy a meredek oldalú lávadóm válik instabillá és roskad össze (Merapi-típusú izzófelhő; indonéz neve: awan panas guguran).
A Merapin a lávadóm összeomláshoz kapcsolódó izzófelhők a leggyakoribbak, amelyek általában 4–8 km távolságba jutnak. Ennél energikusabbak a kitörési felhő összeomláshoz kapcsolódó izzófelhők, amelyek akár 15–20 km távolságba is elrohanhatnak és nagyobb területet érinthetnek (ilyen történt például 1872-ben, de kevésbé erőteljesek voltak 1969-ben és 1998-ban is). A mostani kitörést inkább ezek az utóbbiak jellemezték, míg a szintén sok halálos áldozatot követelő 1930-as és 1994-es kitörés során a lávadóm összeomlásból kialakuló izzófelhők voltak pusztítóak. Azonban minden esetben lényeges volt, hogy az izzófelhő olyan völgyekben zúdult le, ahol korábban évtizedekig nem erre példa, ez pedig csökkentette a veszélyérzetet, az emberek nem gondolták, hogy az ő területüket is érintheti ilyen esemény.